# Біккулово (Біжбуляцький район)
Бікку́лово (рос. Биккулово, башк. Биҡҡол) — село у складі Біжбуляцького району Башкортостану, Росія. Адміністративний центр Біккуловської сільської ради.
Населення — 231 особа (2010; 291 в 2002).
Національний склад:
- башкири — 95 %